# Teruto Soejima
Teruto Soejima (jap. 副島 輝人, Soejima Teruto; * 14. Januar 1931; † 12. Juli 2014) war ein japanischer Jazz-Autor und -Kritiker, Musikproduzent und -Veranstalter.

## Leben und Wirken
Soejima betätigte sich ab Ende der 1960er-Jahre als Förderer des Free Jazz in Japan; 1969 gründete er zusammen mit Masayuki Takayanagi, Masahiko Togashi und Masahiko Satoh in Tokyo den Veranstaltungsort New Jazz Hall. Er schrieb für verschiedene japanische Zeitungen und Zeitschriften, wie Asahi Shimbun, Mainichi Shimbun, Komei, Jazz Hihyo und Gendaishitecho magazines. Er veröffentlichte die Bücher Gendai Jazz no Chōryū („Strömungen im modernen Jazz“, 1994), Nihon Free Jazz-shi („Geschichte des japanischen Free Jazz“; 2002) und The Story of Free Jazz Around the World (2013). Außerdem produzierte er u. a. Aufnahmen von Hozan Yamamoto, Kang Tae Hwan und Peter Kowald (Duos Japan, FMP 1991, u. a. mit Tadao Sawai, Toshinori Kondō und Akira Sakata).
In Japan organisierte er 1974 und 1976 das 14-tägige Free-Jazz-Festival Inspiration and Power. In Zusammenarbeit mit dem deutschen Moers festival vermittelte er zwischen 1977 und 2006 über 130 Auftritte japanischer Free-Jazz-Musiker. In Japan promotete er Tourneen u. a. von Peter Kowald, David Moss, Christian Marclay, des Seoul Free Music Trio, der Jazz Group Arkhangelsk  und des Berlin Contemporary Jazz Orchestra (1996). Ferner unterrichtete er am College von Toho sowie an Universitäten und Kulturzentren in Wien, Paris, Moskau und St. Petersburg.
Soejima Teruto argumentierte, dass der Free Jazz nicht als das letzte Subgenre des Jazz in einer historischen Linie angesehen werden könne und 'genuiner Jazz' kein Ziel habe. „Es ist Musik, die sich permanent verändert“.

## Publikationen (Auswahl)
- Gendai Jazz no Chōryū (現代ジャズの潮流). Maruzen, Tokio 1994, ISBN 4-621-06004-X.
- Nihon Free Jazz-shi / The History of Japanese Free Jazz (日本フリージャズ史―The History of Japanese Free Jazz). Seidosha, Tokio 2002, ISBN 4-7917-5956-7.
- Sekai Free Jazz-ki / The Story of Free Jazz around the World (世界フリージャズ記―The Story of Free Jazz around the World). Seidosha, Tokio 2013, ISBN 978-4-7917-6709-0.